# Alphalipoprotein
Der Begriff Alphalipoprotein(e) wird in der medizinischen Literatur in der Regel gleichbedeutend mit High Density Lipoprotein (HDL) verwendet. Diese synonyme Verwendung ist zwar verbreitet, jedoch aus laborchemischer Sicht strenggenommen nicht korrekt. In der angloamerikanischen Literatur wird auch der Begriff high-density alpha-lipoprotein gleichbedeutend verwendet.
Bei der Säulenchromatographie stellen sich dabei im Wesentlichen die Anteile der Lipoproteine als Alphalipoproteine (also α-Bande) dar, die bei der Ultrazentrifugation dem HDL entsprechen. Laborchemisch gesehen besteht jedoch aufgrund der völlig unterschiedlichen Untersuchungsmethoden keine strenge Identität zwischen den Begriffen „Alphalipoproteine“ und „HDL“. Klinisch werden die Alphalipoproteine (analog zum HDL) als die nicht-atheroskleroseauslösenden Komponenten der Lipoproteine betrachtet.
Genetische Veränderungen können zu Bildungsstörungen der Alphalipoproteine führen. Beispielhaft sei hier die Tangier-Krankheit genannt.